# Gudrun Pausewang
Gudrun Pausewang (Mladkov, 3 marzo 1928 – Bamberga, 23 gennaio 2020) è stata una scrittrice e insegnante tedesca, nota per aver scritto svariati libri per bambini e anche libri fantascientifici quali Gli ultimi bambini di Schewenborn.

## Biografia
Nata Gudrun Wilcke, subito dopo la seconda guerra mondiale si trasferì nella Germania Federale, dove divenne insegnante. Si spostò poi in Sudamerica dove insegnò tedesco. Vinse diversi premi incluso il Bundesverdienstkreuz. Scrisse 86 romanzi, quasi tutti per bambini. La maggior parte dei suoi libri tratta temi come la povertà e le condizioni del Terzo Mondo.

## Opere

### Narrativa per ragazzi
- Basilio, vampiro vegetariano, Einaudi Ragazzi, 2004

### Romanzi
- Dopo la catastrofe, Edizioni EL, 1988